# Alfa Romeo în Formula 1
Producătorul italian de autovehicule Alfa Romeo a participat în Formula 1 în diferite perioade. Cel mai recent, a participat ca echipă de curse sub numele de Alfa Romeo F1 Team Stake în timp ce a fost operată de Sauber Motorsport AG. Marca a concurat în cursele auto atât în calitate de constructor, cât și ca furnizor de motoare sporadic între 1950 și 1987, iar mai târziu ca partener comercial din 2015. Piloții echipei de fabrică ai companiei au câștigat primele două Campionate Mondiale ale Piloților: Giuseppe Farina în 1950 și Juan Manuel Fangio în 1951. În urma acestor succese, Alfa Romeo s-a retras din Formula 1.
În anii 1960, deși compania nu a avut o prezență oficială în elita sportului cu motor, mai multe echipe de Formula 1 au folosit motoare Alfa Romeo dezvoltate independent pentru a-și propulsa mașinile. La începutul anilor 1970, Alfa a oferit asistență pilotului lor Andrea de Adamich, furnizând versiuni adaptate ale motorului V8 de 3 litri de la mașina sport Alfa Romeo Tipo 33/3 pentru a propulsa mașinile McLaren (1970) și March (1971) ale lui Adamich. Niciuna dintre aceste combinații de motoare nu a obținut puncte în campionat.
La mijlocul anilor 1970, inginerul Carlo Chiti a proiectat un motor flat-12 pentru a înlocui T33 V8, care a obținut un oarecare succes în câștigarea Campionatului Mondial de mașini sport din 1975. Bernie Ecclestone, pe atunci proprietarul echipei Brabham de Formula 1, a convins Alfa Romeo să furnizeze acest motor gratuit pentru sezonul 1976 de Formula 1. Deși primul sezon al modelului Brabham-Alfa Romeo a fost relativ modest, în timpul Campionatelor Mondiale din 1977 și 1978 mașinile lor au ocupat 14 podiumuri, obținând inclusiv două victorii prin Niki Lauda.
Departamentul de sport al companiei, Autodelta, a revenit ca echipă de uzină în 1979. Această a doua perioadă în calitate de constructor a avut mai puțin succes decât prima. Între revenirea companiei și retragerea acesteia la sfârșitul anului 1985, piloții Alfa nu au câștigat nicio cursă, iar echipa nu a terminat niciodată mai sus de locul șase în Campionatul Mondial al Constructorilor. Motoarele echipei au fost furnizate și lui Osella din 1983 până în 1987, dar au obținut doar două puncte în Campionatul Mondial în această perioadă.
Sigla Alfa Romeo a revenit în Formula 1 în 2015, apărând pe mașinile Scuderia Ferrari. La sfârșitul anului 2017, Alfa Romeo a anunțat că vor deveni sponsori titulari pentru Sauber începând cu 2018 și au încheiat un parteneriat tehnic și comercial cu echipa. Alfa Romeo a revenit în acest sport când Sauber a fost redenumită la începutul anului 2019. Alfa Romeo și-a încheiat parteneriatul cu Sauber după 2023 și a părăsit Formula 1 pentru a permite ca echipa să fie preluată de Audi începând cu 2026.

## În calitate de constructor

### Un nou campionat și un triumf surpinzător (1950-1951)

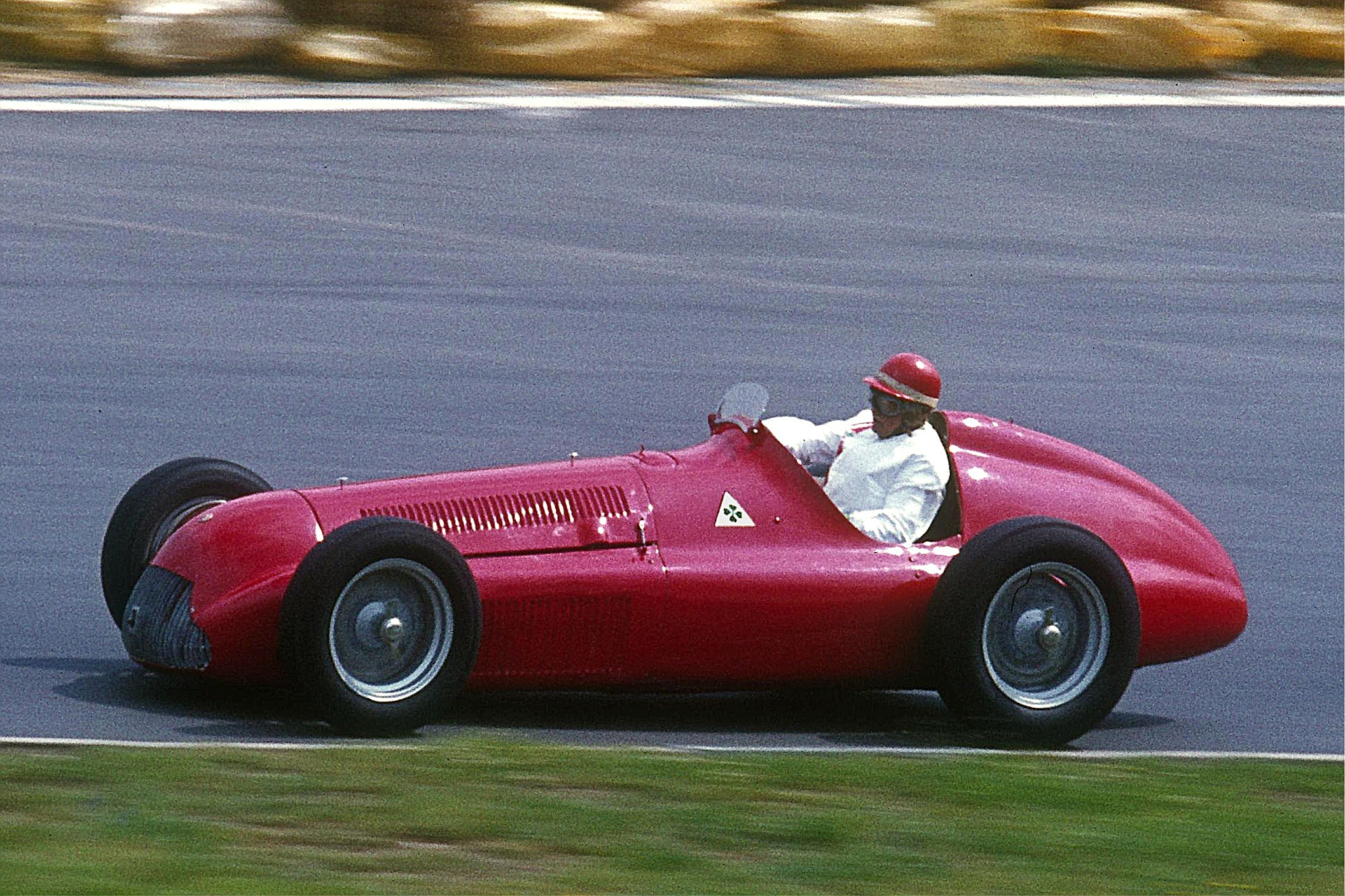
Alfa Romeo 158, mașina cu care Giuseppe Farina a căștigat prima ediție a Campionatului Mondial de Formula 1.

După pauza impusă de perioada de război, „Alfetta” (mașina de curse a echipei) nu a avut rivali. În 1950, a fost inaugurat noul Campionat Mondial de Formula 1, iar pentru Tipo 158 a însemnat unsprezece victorii în 11 curse cu Giuseppe "Nino" Farina câștigând titlul, urmat anul viitor de Juan Manuel Fangio cu Tipo 159. A fost un început promițător pentru o echipa înființată de Enzo Ferrari, având în vedere bugetul limitat al echipei din Milano însă, cu toate acestea, Alfa Romeo s-a confruntat cu o concurență sporită din partea fostului lor angajat, Ferrari; Alfa Romeo, o companie de stat, a decis să se retragă după un refuz al guvernului italian de a finanța proiectarea scumpă a unei mașini noi care să înlocuiască vechile modele de 13 ani.

### Autodelta, Marlboro și Benetton Team Alfa Romeo (1979-1985)
În 1977, și după o anumită convingere de către Chiti, Alfa Romeo i-a permis lui Autodelta să înceapă să dezvolte o mașină de Formula 1 în numele lor. Numită astfel Alfa Romeo 177, mașina a debutat la Marele Premiu al Belgiei din 1979. Parteneriatul cu Brabham se încheiase înainte de sfârșitul sezonului, echipa lui Bernie Ecclestone revenind la motoarele Ford/Cosworth DFV. Acest al doilea proiect Alfa în Formula 1 nu a avut niciodată succes cu adevărat în timpul existenței sale de la mijlocul anului 1979 până la sfârșitul anului 1985. În această perioadă, Alfa Romeo a obținut două pole positions, Bruno Giacomelli a condus o mare parte din Marele Premiu al Statelor Unite din 1980 înainte de a se retrage cu probleme elctrice, trei locuri 3, două locuri 2 și un tur rapid. De asemenea, au îndurat tragedia când pilotul lor, Patrick Depailler, a fost ucis testând în Marele Premiu al Germaniei din 1980 la Hockenheimring. În 1981, ei aveau serviciile lui Mario Andretti, dar au continuat să fie persecutați de o fiabilitate redusă. După o restructurare a Autodelta, operațiunile echipei și proiectarea mașinii au fost externalizate către Euroracing în 1982, motoarele de lucru fiind încă furnizate de Autodelta. Cel mai bun sezon al echipei a fost 1983, când echipa a trecut la motorul 890T V8 turbocompresor și a obținut locul 6 în Campionatul Constructorilor, în mare parte datorită celor două locuri secunde obținute de Andrea de Cesaris.
Mașina echipei din 1985, Alfa Romeo 185T, s-a dovedit a fi atât de necompetitivă încât mașina din 1984, 184T, a fost reluată în funcțiune la mijlocul sezonului. După ce a fost actualizat la specificațiile din 1985, mașina, numită acum 184 TB, a fost de fapt o îmbunătățire față de mașina din 1985, dar rezultatele nu apăreau. Într-un interviu acordat în 2000, Riccardo Patrese a descris modelul 185T drept „cea mai proastă mașină pe care am condus-o vreodată”.
Alfa Romeo a ieșit din Formula 1 drept constructor după ultima cursă din sezonul 1985 din Australia.

### Parteneriatul cu Sauber (2019-2023)

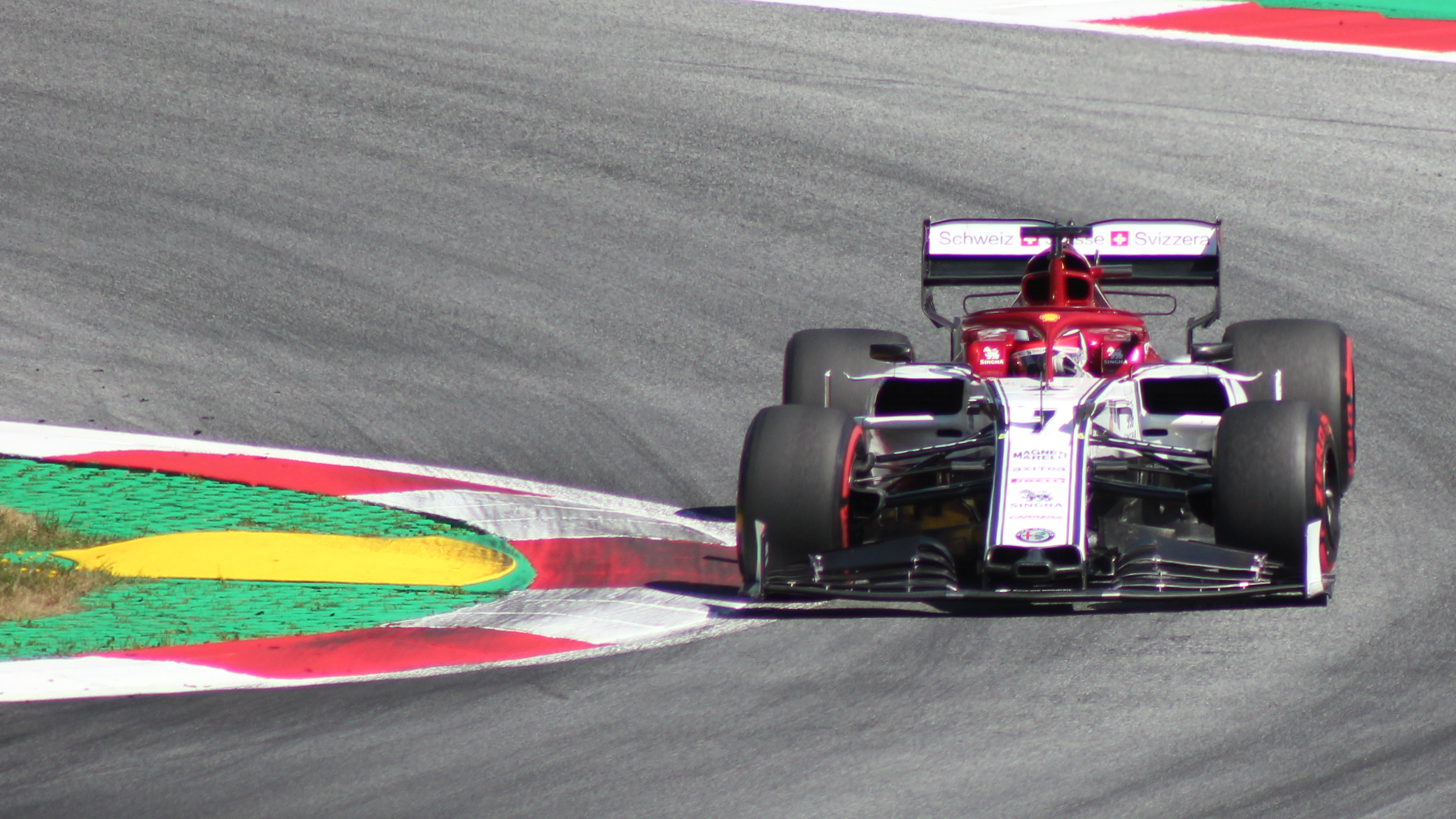
Kimi Räikkönen în Marele Premiu al Austriei din 2019.

Parteneriatul de lungă durată dintre Sauber și sponsorul de titlu, Alfa Romeo, a fost inițiat în 2018. În ultimul an, echipa a făcut progrese continue și a terminat campionatul pe locul 8. Termenul colaborării a fost prelungit în continuare, proprietatea și conducerea Sauber rămânând neschimbate și independente. În calitate de Alfa Romeo Racing, obiectivul continuă să fie obținerea de rezultate ambițioase în culmea sportului cu motor. Avându-i ca piloți pe experimentatul finlandez, Kimi Räikkönen, cel care a revenit la Sauber după 18 ani, și pe italianul Antonio Giovinazzi, echipa a terminat din nou pe locul 8 în clasament, locul 4 și 5 în Marele Premiu al Braziliei din 2019 fiind cele mai bune rezultate într-un Mare Premiu.
Pentru sezonul din 2020, Alfa Romeo i-a anunțat ca piloți pe aceiași din sezonul trecut, Kimi Räikkönen și Antonio Giovinazzi. Sezonul a fost însă unul dezamăgitor. După ce a reușit doar 5 clasări în puncte (locul 9 fiind cel mai bun rezultat al sezonului) echipa a terminat campionatul pe locul 8 în clasamentul la constructori cu 8 puncte acumulate.
Alfa Romeo a continuat din nou cu Räikkönen și Giovinazzi pentru sezonul din 2021. Echipa a avut un sezon mai bun decât în 2020, reușind să adune 13 puncte în campionat, cea mai bună poziție atinsă în sezon fiind locul 8 de două ori, în Marele Premiu al Rusiei și cel de la Ciudad de México. Echipa a terminat pe locul 9 în Campionatul la Constructori, penultimul.
Începând cu sezonul din 2022, echipa a decis să renunțe la denumirea „Racing”, numele rămânând doar „Alfa Romeo F1”. Räikkönen s-a retras din Formula 1 după ce a încheiat sezonul 2021, în timp ce Giovinazzi a părăsit echipa pentru a concura în Formula E. Echipa l-a semnat pe fostul pilot de la Mercedes, Valtteri Bottas, și pe pilotul de Formula 2, Zhou Guanyu, pentru sezonul 2022. Odată cu noile reglementări din F1, echipa a avut cel mai bun parcurs într-un sezon de la revenirea ei în 2019. Zhou a marcat puncte la debutul său în F1, la Marele Premiu al Bahrainului din 2022, terminând cursa pe locul 10. Cea mai bună poziție din sezon îl reprezintă locul 5 atins de Bottas în Marele Premiu al Emiliei-Romagna din 2022. Alfa Romeo a încheiat campionatul constructorilor pe locul 6, cu 55 de puncte acumulate.

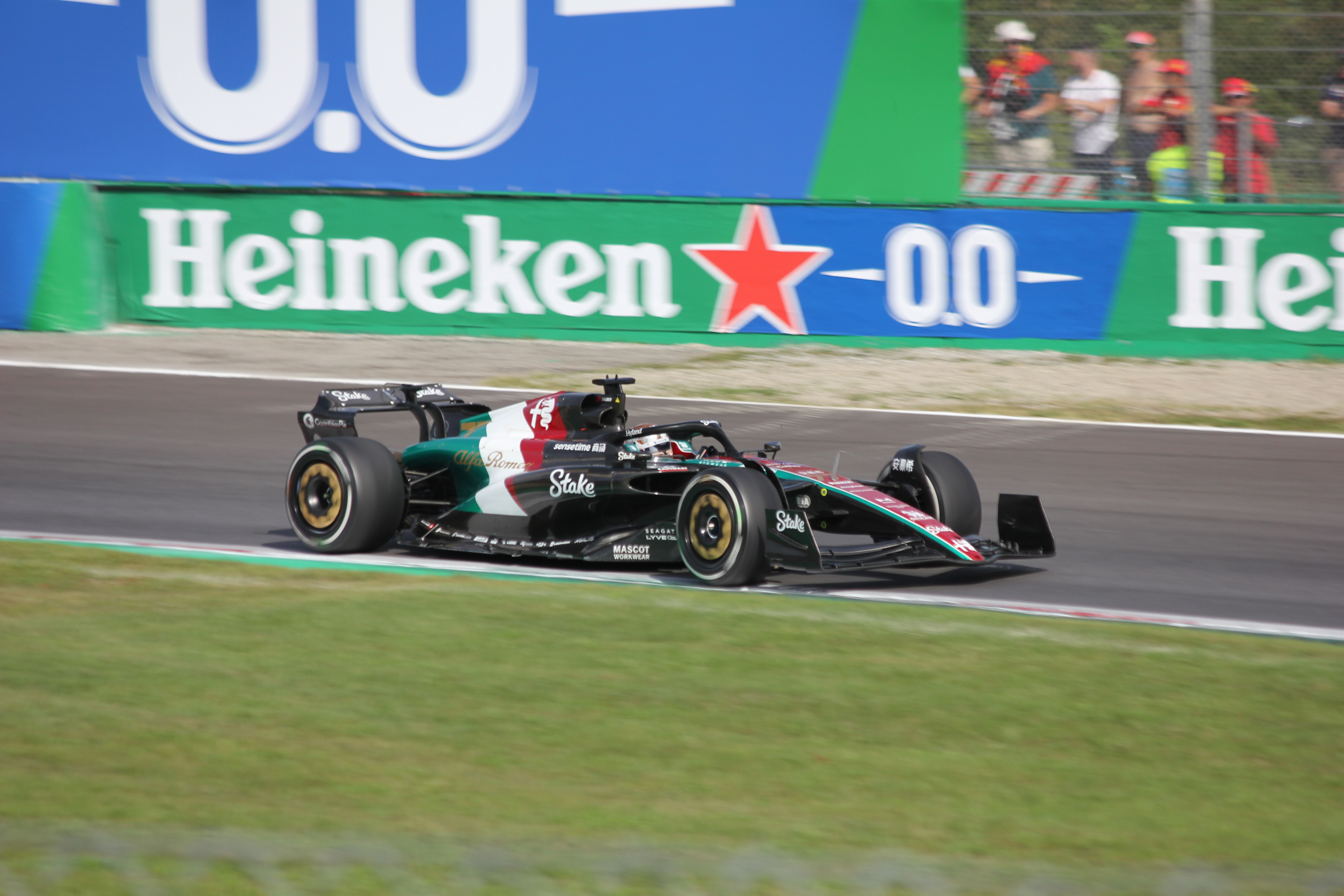
Alfa Romeo a prezentat o schemă de culori specială la Marele Premiu al Italiei din 2023, cursa de acasă a echipei.

Alfa Romeo a ales să continue cu aceiași Bottas și Zhou pentru sezonul din 2023. Bottas a marcat puncte chiar în prima cursă a sezonului, Marele Premiu al Bahrainului, cu o clasare pe locul 8. Zhou a adunat și el primele sale puncte la Marele Premiu al Australiei după ce a încheiat cursa pe locul 9. Până la pauza de vară, Alfa Romeo a mai obținut puncte în doar alte două curse. La 26 august 2022, a fost anunțat că Alfa Romeo își va pune capăt legăturilor cu echipa Sauber de Formula 1 până la sfârșitul anului 2023, la scurt timp după ce Audi a anunțat că va prelua Sauber în 2026. Punctul culminant al sezonului a fost Marele Premiu al Qatarului, acolo unde echipa a terminat în puncte cu ambii piloți, cu Bottas pe locul 8 și Zhou pe locul 9. Alfa Romeo și-a încheiat ultimul ei sezon din Formula 1 pe poziția a noua din Campionatulul Constructorilor, cu 16 puncte acumulate.
Per total, în a treia sa perioadă din Formula 1, Alfa Romeo nu a obținut nicio victorie, niciun pole position și niciun podium. A realizat două cele mai rapide tururi în curse și a adunat 149 de puncte în 104 curse pe parcursul a cinci sezoane. Cel mai bun rezultat al echipei a fost clasarea pe locurile 4 și 5 în Marele Premiu al Braziliei din 2019 cu Kimi Räikkönen, respectiv Antonio Giovinazzi.

## În calitate de furnizor de motoare

### Motoare cu aspirație naturală (anii 1960 și 1970)

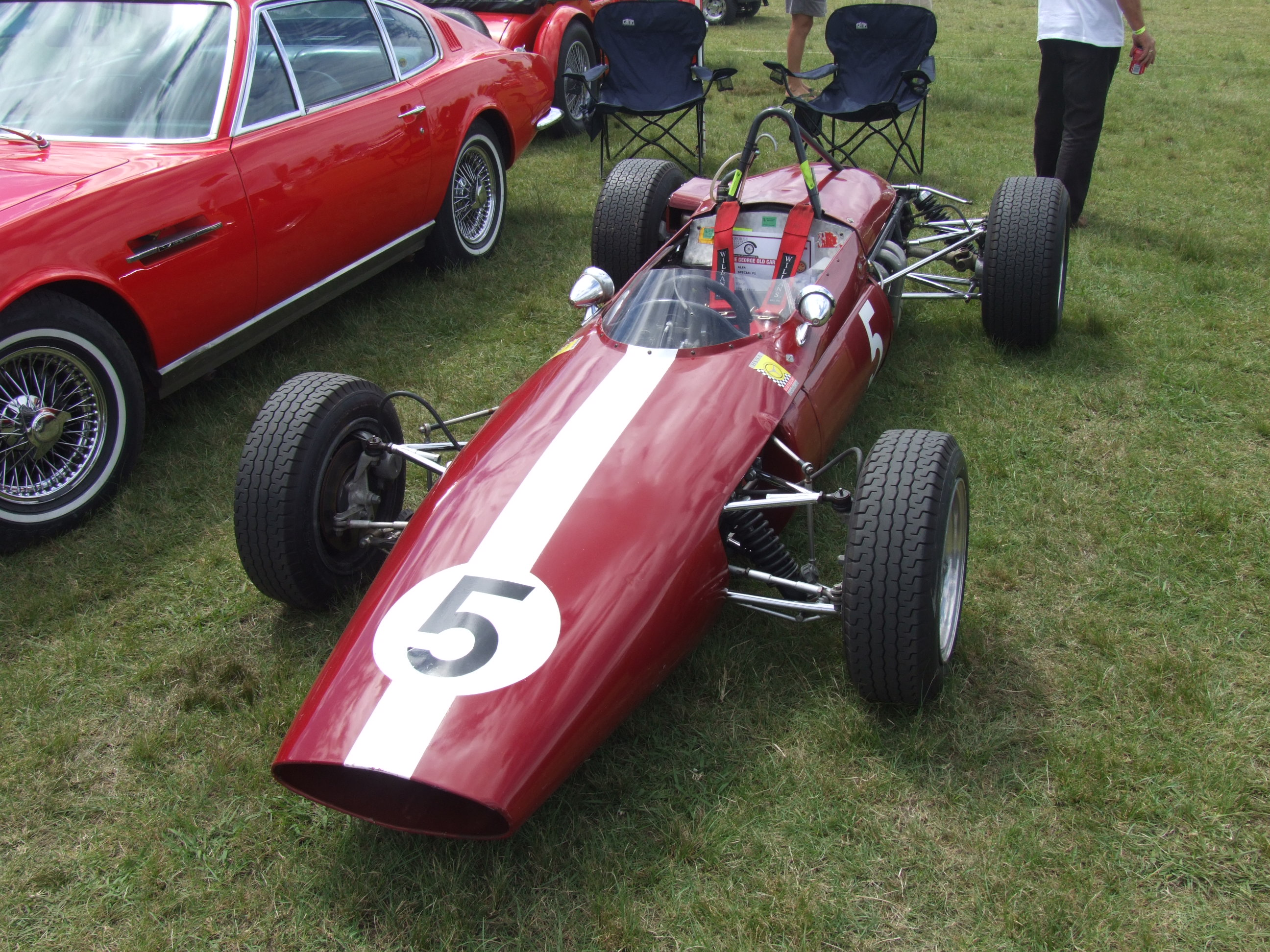
Alfa Special construit de Peter de Klerk

În anii 1960, mai multe echipe minore de F1 au folosit motoare Alfa Romeo cu 4 cilindri în linie în mașini precum LDS Mk1 și Mk2 „Specials”, Cooper și De Tomaso.
În 1962, Peter de Klerk a creat un monopost de curse personalizat, construit pentru Campionatul de Formula 1 din Africa de Sud. Mașina lui de Klerk a fost propulasată de un motor din Alfa Romeo Giulietta de 1,5 litri cu 4 cilindri în linie, care a fost folosit și de LDS, dar spre deosebire de mașinile LDS, mașina lui de Klerk a fost numită drept Alfa Special. Mașina a participat la două Mari Premii, retrăgându-se din cursa din 1963 și terminând pe locul 10 la cursa din 1965. De asemenea, a intrat în cinci Mari Premii non-campionat, marcând o clasare pe podium la Marele Premiu de la Rand din 1963.

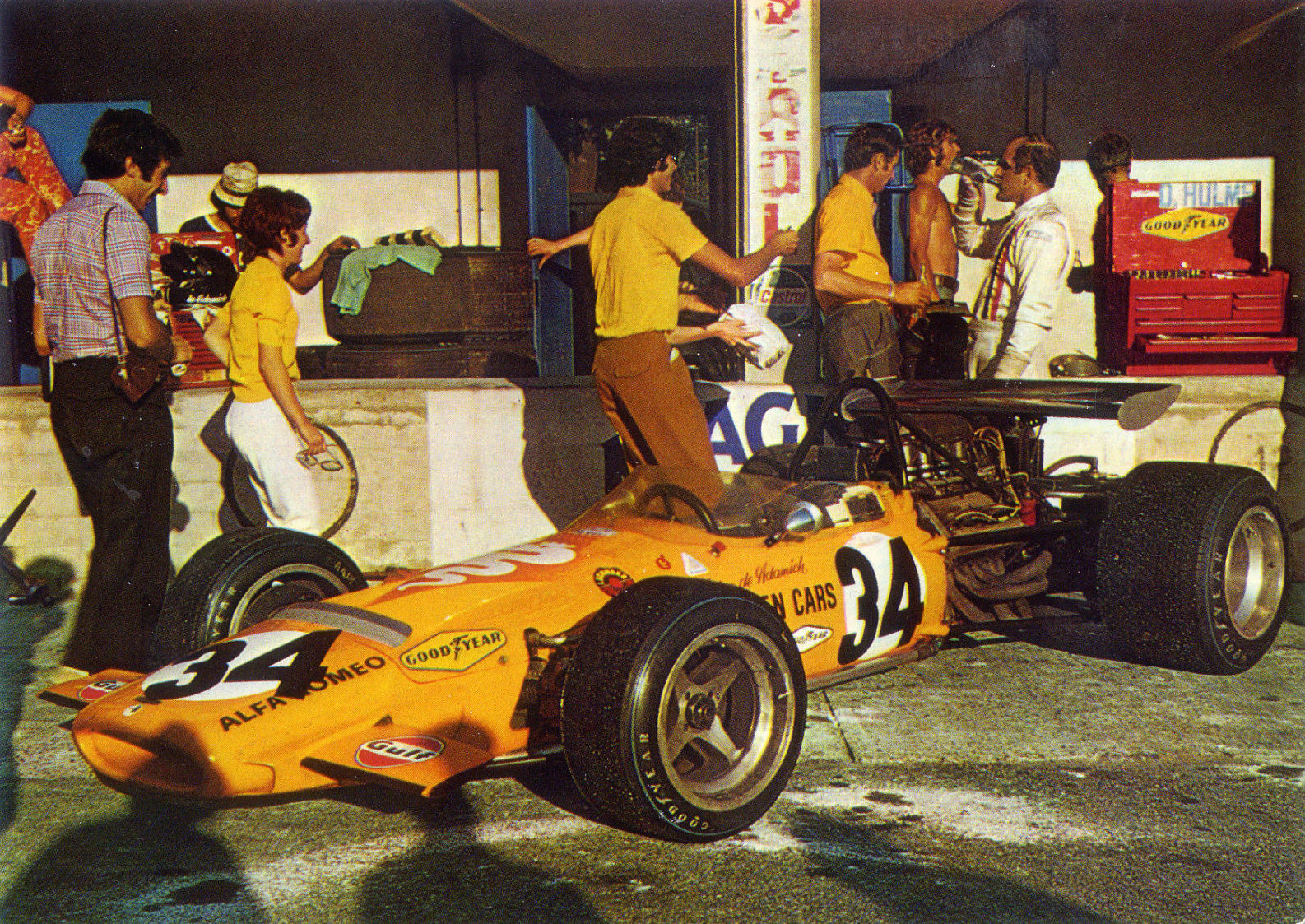
McLaren-Alfa Romeo M14D

La sfârșitul anilor '60, Alfa Romeo dezvolta un nou motor V8 pentru mașinile sale de curse, acest motor a fost testat pe scurt în mașina Cooper T86C F1-3-68 de Lucien Bianchi. Alfa Romeo a revenit pentru puțin timp în Formula 1 pentru sezoanele din 1970 și 1971 cu un motor V8 bazat pe unitatea lor din mașinile sport. În 1970, unitatea a fost încredințată în principal lui Andrea de Adamich, pilot de lungă durată al Alfa, într-o a treia mașină McLaren. Combinația nu a reușit adesea să se califice și a fost necompetitivă atunci când a concurat în curse. În 1971, un aranjament similar l-a văzut pe Adamich să conducă cea mai mare parte a celei de-a doua jumătăți a sezonului într-o mașină March, având o lipsă similară de succes.

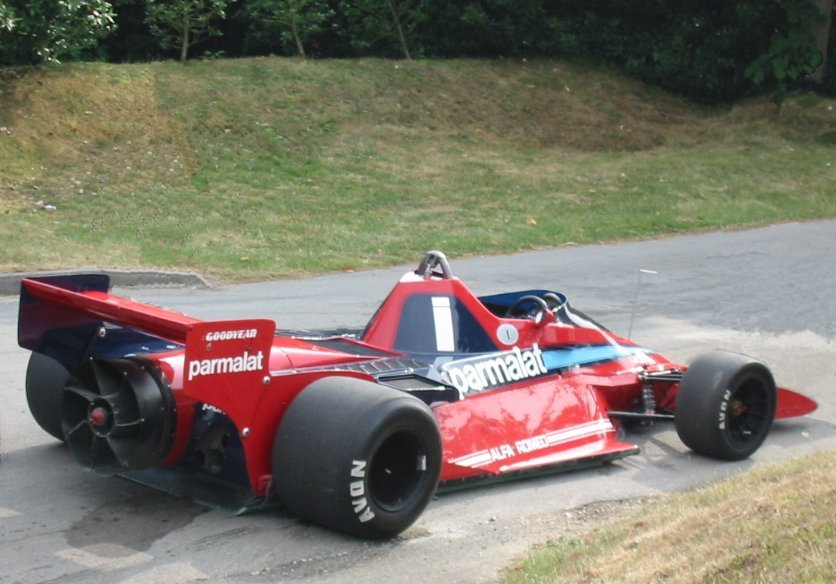
Radicalul Brabham BT46B din 1978, care era cunoscut sub numele de „Fan Car” datorită ventilatorului său mare, era propulsat de un motor Alfa Romeo.

În 1976, Bernie Ecclestone a făcut o tranzacție pentru echipa Brabham pentru a utiliza motoarele Alfa Romeo pe baza noii lor unități flat-12 de pe mașinile sport, proiectată de Carlo Chiti. Motoarele au fost gratuite și au produs o putere presupusă de 510 CP (380 kW), împotriva celor 465 CP (347 kW) din omniprezentul Cosworth DFV; deși motorul Alfa cu 12 cilindri a fost mai greu și a folosit mai mult ulei și apă decât DFV cu 8 cilindri, din cauza proceselor mai mecanice din interiorul săi. Ansamblarea motoarelor a fost dificilă - au trebuit să fie îndepărtate pentru a se schimba bujiile - iar motorul cu consum mare de combustibil a necesitat nu mai puțin de patru rezervoare de combustibil separate pentru a conține 214 L de combustibil. Modelele din ce în ce mai aventuroase ale lui Gordon Murray, precum BT46, care a câștigat două curse în 1978, au fost parțial un răspuns la provocarea de a produce un șasiu ușor și aerodinamic în jurul unității voluminoase. Când efectul aerodinamic la sol a devenit important în 1978, era clar că motoarele joase și largi vor interfera cu marile tuneluri Venturi de sub mașină care erau necesare pentru a crea efectul de sol. La instigarea lui Murray, Alfa a produs un design V12 mai restrâns în doar trei luni pentru sezonul 1979, dar a continuat să fie nefiabil și ineficient.

### Motoare turbo (anii 1980)
Pentru sezonul 1987, Alfa Romeo a făcut o înțelegere pentru a furniza motoare către Ligier. Un model numit Alfa Romeo 415T, cu 4 cilindri în linie, twin turbo de 1,5 L și 850 CP, proiectat de Gianni Tonti, a fost testat pe un Ligier JS29 de către René Arnoux. Când Fiat (aceeași companie care deținea gigantul F1 Ferrari) a preluat controlul asupra Alfa Romeo, afacerea a fost anulată (aparent din cauza remarcilor negative ale lui Arnoux despre motor, comparându-l cu alimente uzate), iar Ligier a trebuit să folosească motoare Megatron (BMW) pentru întregul sezon 1987.

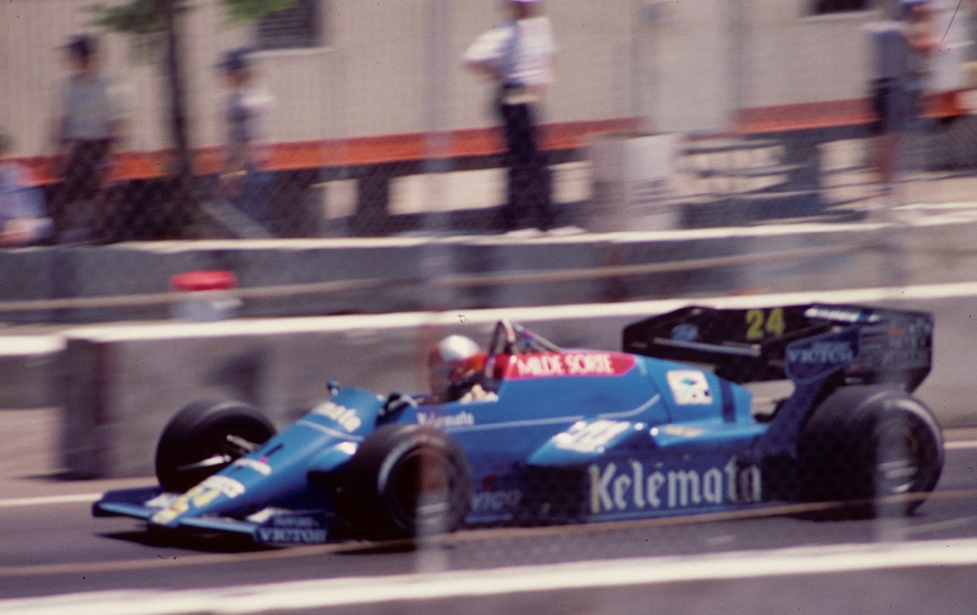
Monopostul Osella FA1F din alimentat de un motor turbo Alfa Romeo.

Alfa a furnizat, de asemenea, motoare micii și nereușite echipe italiene Osella din 1983 până în 1988. Au fost utilizate motoare cu aspirație normală (1983) și turbo (1984–1987). La început, Alfa a oferit și câteva contribuții tehnice micii echipe din Torino; Osella din 1984 (modelul FA 1/F) a fost bazat pe Alfa Romeo 183T din 1983, primul șasiu a fost un 183T ușor reproiectat. Toate următoarele modele Osella până la FA1L în 1988 și-au avut originile în designul 183T.
Până în 1988, ultimul sezon turbo, Alfa s-a săturat de publicitatea negativă generată de mașinile lui Enzo Osella, așa că producătorul din Milano a interzis folosirea în continuare a numelui său în legătură cu motorul. Motoarele din 1988 au fost pur și simplu numite „Osella V8”. La sfârșitul acelui sezon, relația s-a încheiat, punând capăt implicării Alfa Romeo în Formula 1.

### V10 aspirate natural (1985)
În 1985, Alfa Romeo a început un proiect de motor V10 pentru Formula 1, în așteptarea regulilor viitoare care interzicea motoarele turbo. Motorul a fost vizat să fie utilizat cu mașini Ligier. Acesta a fost primul motor modern V10 pentru Formula 1, urmat ulterior de motoarele Honda și Renault. Motorul Alfa Romeo V1035 F1 a fost proiectat de Pino d'Agostino în timpul sezonului 1986. În prima sa iterație, motorul de 3,5 litri a produs 583 CP, iar ultima versiune din 1986 putea produce 620 CP la 13.300 rpm. După anularea cooperării cu Ligier, motorul a fost disponibil pentru proiectul 164 Pro Car.
În 1988, Alfa Romeo (Fiat Group) a cumpărat Motor Racing Developments Ltd. (altfel cunoscut sub numele Brabham) pentru a construi un șasiu pentru o nouă serie Procar. Mașina dezvoltată a fost Alfa Romeo 164 Procar cu V10 (Brabham BT57) și a fost planificată să concureze într-o serie specială de curse (ca eveniment de sprijin pentru Marile Premii de Formula 1).

## Parteneriate cu echipe

### Scuderia Ferrari (2015–2018)
Alfa Romeo Branding a apărut pe mașinile Scuderia Ferrari de Formula 1 din 2015 până în sezonul 2018, începând cu monopostul Ferrari SF15-T.

### Sauber F1 Team (2018)
Pe 29 noiembrie 2017, a fost anunțat că Alfa Romeo va fi sponsorul de titlu al echipei Sauber de Formula 1, începând cu sezonul 2018 într-un acord de parteneriat tehnic și comercial pe mai mulți ani ca Alfa Romeo Sauber F1 Team. La 2 decembrie 2017, a avut loc o conferință de presă la Muzeul Alfa Romeo din Arese, Milano, care a ilustrat condițiile acordului dintre grupul FCA și echipa elvețiană, urmată de o ceremonie de prezentare a schemei de culori și linia de piloți constând din Charles Leclerc și Marcus Ericsson.
Un interviu din ianuarie 2018 cu Frédéric Vasseur a dezvăluit că Alfa Romeo intenționa să preia echipa Sauber. La 1 februarie 2019, s-a anunțat că echipa va intra în sezonul 2019 ca Alfa Romeo Racing cu structura de proprietate și management neschimbată.

## Palmares complet ca echipă de uzină
| Legendă      | Legendă                                                |
| Culoare      | Rezultat                                               |
| ------------ | ------------------------------------------------------ |
| Auriu        | Câștigător                                             |
| Argintiu     | Locul 2                                                |
| Bronz        | Locul 3                                                |
| Verde        | Alte locuri care punctează                             |
| Albastru     | Alte locuri                                            |
| Albastru     | Nu s-a clasat, dar a terminat cursa (NC)               |
| Purpuriu     | A abandonat cursa (Ab)                                 |
| Negru        | Descalificat (DSC)                                     |
| Alb          | Nu a luat startul (NS)                                 |
| Roșu         | Nu s-a calificat (NSC)                                 |
| Fără culoare | Retras înainte de calificări (Ret)                     |
| Fără culoare | Exclus (EX)                                            |
| Fără culoare | Nu a participat (celulă goală)                         |
| Adnotare     | Însemnătate                                            |
| P            | Pole position                                          |
| R            | Cel mai rapid tur                                      |
| 1            | Poziția finală în cursa sprint                         |
| *            | Nu a terminat, dar a parcurs mai mult de 90% din cursă |

| Sezon                                                             | Șasiu          | Motor                                             | Pneu | Piloți               | 1    | 2    | 3    | 4    | 5    | 6    | 7     | 8   | 9   | 10  | 11  | 12  | 13  | 14  | 15  | 16  | 17  | 18  | 19  | 20  | 21  | 22  | Poz. | Pct. |
| ----------------------------------------------------------------- | -------------- | ------------------------------------------------- | ---- | -------------------- | ---- | ---- | ---- | ---- | ---- | ---- | ----- | --- | --- | --- | --- | --- | --- | --- | --- | --- | --- | --- | --- | --- | --- | --- | ---- | ---- |
| 1950                                                              | 158            | Alfa Romeo 158 1,5 L8s                            | P    |                      | GBR  | MCO  | 500  | SUI  | BEL  | FRA  | ITA   | N/A | —   | —   |     |     |     |     |     |     |     |     |     |     |     |     |      |      |
| 1950                                                              | 158            | Alfa Romeo 158 1,5 L8s                            | P    | Luigi Fagioli        | 2    | Ab   |      | 2    | 2    | 2    | 3     | N/A | —   | —   |     |     |     |     |     |     |     |     |     |     |     |     |      |      |
| 1950                                                              | 158            | Alfa Romeo 158 1,5 L8s                            | P    | Juan Manuel Fangio   | Ab   | 1P R |      | AbP  | 1    | 1P R | AbP R | N/A | —   | —   |     |     |     |     |     |     |     |     |     |     |     |     |      |      |
| 1950                                                              | 158            | Alfa Romeo 158 1,5 L8s                            | P    | Giuseppe Farina      | 1P R | Ab   |      | 1R   | 4P R | 7    | 1     | N/A | —   | —   |     |     |     |     |     |     |     |     |     |     |     |     |      |      |
| 1950                                                              | 158            | Alfa Romeo 158 1,5 L8s                            | P    | Reg Parnell          | 3    |      |      |      |      |      |       | N/A | —   | —   |     |     |     |     |     |     |     |     |     |     |     |     |      |      |
| 1950                                                              | 158            | Alfa Romeo 158 1,5 L8s                            | P    | Consalvo Sanesi      |      |      |      |      |      |      | Ab    | N/A | —   | —   |     |     |     |     |     |     |     |     |     |     |     |     |      |      |
| 1950                                                              | 158            | Alfa Romeo 158 1,5 L8s                            | P    | Piero Taruffi        |      |      |      |      |      |      | Ab    | N/A | —   | —   |     |     |     |     |     |     |     |     |     |     |     |     |      |      |
| 1951                                                              | 159            | Alfa Romeo 158 1,5 L8s                            | P    |                      | SUI  | 500  | BEL  | FRA  | GBR  | DEU  | ITA   | ESP | N/A | —   | —   |     |     |     |     |     |     |     |     |     |     |     |      |      |
| 1951                                                              | 159            | Alfa Romeo 158 1,5 L8s                            | P    | Felice Bonetto       |      |      |      |      | 4    | Ab   | 3     | 5   | N/A | —   | —   |     |     |     |     |     |     |     |     |     |     |     |      |      |
| 1951                                                              | 159            | Alfa Romeo 158 1,5 L8s                            | P    | Toulo de Graffenried | 5    |      |      |      |      |      | Ab    | 6   | N/A | —   | —   |     |     |     |     |     |     |     |     |     |     |     |      |      |
| 1951                                                              | 159            | Alfa Romeo 158 1,5 L8s                            | P    | Luigi Fagioli        |      |      |      | 1    |      |      |       |     | N/A | —   | —   |     |     |     |     |     |     |     |     |     |     |     |      |      |
| 1951                                                              | 159            | Alfa Romeo 158 1,5 L8s                            | P    | Juan Manuel Fangio   | 1P R |      | 9P R | 1P R | 2    | 2R   | AbP   | 1R  | N/A | —   | —   |     |     |     |     |     |     |     |     |     |     |     |      |      |
| 1951                                                              | 159            | Alfa Romeo 158 1,5 L8s                            | P    | Giuseppe Farina      | 3    |      | 1    | 5    | AbR  | Ab   | 3R    | 3   | N/A | —   | —   |     |     |     |     |     |     |     |     |     |     |     |      |      |
| 1951                                                              | 159            | Alfa Romeo 158 1,5 L8s                            | P    | Paul Pietsch         |      |      |      |      |      | Ab   |       |     | N/A | —   | —   |     |     |     |     |     |     |     |     |     |     |     |      |      |
| 1951                                                              | 159            | Alfa Romeo 158 1,5 L8s                            | P    | Consalvo Sanesi      | 4    |      | Ab   | 10   | 6    |      |       |     | N/A | —   | —   |     |     |     |     |     |     |     |     |     |     |     |      |      |
| 1952 – 1978: Alfa Romeo nu a concurat în calitate de constructor. |                |                                                   |      |                      |      |      |      |      |      |      |       |     |     |     |     |     |     |     |     |     |     |     |     |     |     |     |      |      |
| Sezon                                                             | Șasiu          | Motor                                             | Pneu | Piloți               | 1    | 2    | 3    | 4    | 5    | 6    | 7     | 8   | 9   | 10  | 11  | 12  | 13  | 14  | 15  | 16  | 17  | 18  | 19  | 20  | 21  | 22  | Poz. | Pct. |
| 1979                                                              | 177 179        | Alfa Romeo 115-12 3,0 F12 Alfa Romeo 1260 3,0 V12 | G    |                      | ARG  | BRA  | ZAF  | USW  | ESP  | BEL  | MCO   | FRA | GBR | DEU | AUT | NLD | ITA | CAN | USA | N/A | 0   | NC  |     |     |     |     |      |      |
| 1979                                                              | 177 179        | Alfa Romeo 115-12 3,0 F12 Alfa Romeo 1260 3,0 V12 | G    | Vittorio Brambilla   |      |      |      |      |      |      |       |     |     |     |     |     | 12  | Ab  | NSC | N/A | 0   | NC  |     |     |     |     |      |      |
| 1979                                                              | 177 179        | Alfa Romeo 115-12 3,0 F12 Alfa Romeo 1260 3,0 V12 | G    | Bruno Giacomelli     |      |      |      |      |      | Ab   |       | 17  |     |     |     |     | Ab  |     | Ab  | N/A | 0   | NC  |     |     |     |     |      |      |
| 1980                                                              | 179            | Alfa Romeo 1260 3,0 V12                           | G    |                      | ARG  | BRA  | ZAF  | USW  | BEL  | MCO  | FRA   | GBR | DEU | AUT | NLD | ITA | CAN | USA | N/A | 4   | 11  |     |     |     |     |     |      |      |
| 1980                                                              | 179            | Alfa Romeo 1260 3,0 V12                           | G    | Patrick Depailler    | Ab   | Ab   | NC   | Ab   | Ab   | Ab   | Ab    | Ab  |     |     |     |     |     |     | N/A | 4   | 11  |     |     |     |     |     |      |      |
| 1980                                                              | 179            | Alfa Romeo 1260 3,0 V12                           | G    | Vittorio Brambilla   |      |      |      |      |      |      |       |     |     |     | Ab  | Ab  |     |     | N/A | 4   | 11  |     |     |     |     |     |      |      |
| 1980                                                              | 179            | Alfa Romeo 1260 3,0 V12                           | G    | Andrea de Cesaris    |      |      |      |      |      |      |       |     |     |     |     |     | Ab  | Ab  | N/A | 4   | 11  |     |     |     |     |     |      |      |
| 1980                                                              | 179            | Alfa Romeo 1260 3,0 V12                           | G    | Bruno Giacomelli     | 5    | 13   | Ab   | Ab   | Ab   | Ab   | Ab    | Ab  | 5   | Ab  | Ab  | Ab  | Ab  | AbP | N/A | 4   | 11  |     |     |     |     |     |      |      |
| 1981                                                              | 179B 179C 179D | Alfa Romeo 1260 3,0 V12                           | M    |                      | USW  | BRA  | ARG  | SMR  | BEL  | MCO  | ESP   | FRA | GBR | DEU | AUT | NLD | ITA | CAN | LVG | N/A | 10  | 9   |     |     |     |     |      |      |
| 1981                                                              | 179B 179C 179D | Alfa Romeo 1260 3,0 V12                           | M    | Mario Andretti       | 4    | Ab   | 8    | Ab   | 10   | Ab   | 8     | 8   | Ab  | 9   | Ab  | Ab  | Ab  | 7   | Ab  | N/A | 10  | 9   |     |     |     |     |      |      |
| 1981                                                              | 179B 179C 179D | Alfa Romeo 1260 3,0 V12                           | M    | Bruno Giacomelli     | Ab   | NC   | 10   | Ab   | 9    | Ab   | 10    | 15  | Ab  | 15  | Ab  | Ab  | 8   | 4   | 3   | N/A | 10  | 9   |     |     |     |     |      |      |
| 1982                                                              | 179 182        | Alfa Romeo 1260 3,0 V12                           | M    |                      | ZAF  | BRA  | USW  | SMR  | BEL  | MCO  | DET   | CAN | NLD | GBR | FRA | DEU | AUT | SUI | ITA | LVG | N/A | 7   | 10  |     |     |     |      |      |
| 1982                                                              | 179 182        | Alfa Romeo 1260 3,0 V12                           | M    | Andrea de Cesaris    | 13   | Ab   | AbP  | Ab   | Ab   | 3    | Ab    | 6   | Ab  | Ab  | Ab  | Ab  | Ab  | 10  | 10  | 9   | N/A | 7   | 10  |     |     |     |      |      |
| 1982                                                              | 179 182        | Alfa Romeo 1260 3,0 V12                           | M    | Bruno Giacomelli     | 11   | Ab   | Ab   | Ab   | Ab   | Ab   | Ab    | Ab  | 11  | 7   | 9   | 5   | Ab  | 12  | Ab  | 10  | N/A | 7   | 10  |     |     |     |      |      |
| 1983                                                              | 183T           | Alfa Romeo 890T 1,5 V8t                           | M    |                      | BRA  | USW  | FRA  | SMR  | MCO  | BEL  | DET   | CAN | GBR | DEU | AUT | NLD | ITA | EUR | ZAF | N/A | 18  | 6   |     |     |     |     |      |      |
| 1983                                                              | 183T           | Alfa Romeo 890T 1,5 V8t                           | M    | Mauro Baldi          | Ab   | Ab   | Ab   | Ab   | 6    | Ab   | 12    | 10  | 7   | Ab  | Ab  | 5   | Ab  | Ab  | Ab  | N/A | 18  | 6   |     |     |     |     |      |      |
| 1983                                                              | 183T           | Alfa Romeo 890T 1,5 V8t                           | M    | Andrea de Cesaris    | EX   | Ab   | 12   | Ab   | Ab   | AbR  | Ab    | Ab  | 8   | 2   | Ab  | Ab  | Ab  | 4   | 2   | N/A | 18  | 6   |     |     |     |     |      |      |
| 1984                                                              | 184T           | Alfa Romeo 890T 1,5 V8t                           | G    |                      | BRA  | ZAF  | BEL  | SMR  | FRA  | MCO  | CAN   | DET | DAL | GBR | DEU | AUT | NLD | ITA | EUR | PRT | N/A | 11  | 8   |     |     |     |      |      |
| 1984                                                              | 184T           | Alfa Romeo 890T 1,5 V8t                           | G    | Eddie Cheever        | 4    | Ab   | Ab   | 7    | Ab   | NSC  | 11    | Ab  | Ab  | Ab  | Ab  | Ab  | 13  | 9   | Ab  | 17  | N/A | 11  | 8   |     |     |     |      |      |
| 1984                                                              | 184T           | Alfa Romeo 890T 1,5 V8t                           | G    | Riccardo Patrese     | Ab   | 4    | Ab   | Ab   | Ab   | Ab   | Ab    | Ab  | Ab  | 12  | Ab  | 10  | Ab  | 3   | 6   | 8   | N/A | 11  | 8   |     |     |     |      |      |
| 1985                                                              | 185T 184TB     | Alfa Romeo 890T 1,5 V8t                           | G    |                      | BRA  | PRT  | SMR  | MCO  | CAN  | DET  | FRA   | GBR | DEU | AUT | NLD | ITA | BEL | EUR | ZAF | AUS | N/A | 0   | NC  |     |     |     |      |      |
| 1985                                                              | 185T 184TB     | Alfa Romeo 890T 1,5 V8t                           | G    | Eddie Cheever        | Ab   | Ab   | Ab   | Ab   | 17   | 9    | 10    | Ab  | Ab  | Ab  | Ab  | Ab  | Ab  | 11  | Ab  | Ab  | N/A | 0   | NC  |     |     |     |      |      |
| 1985                                                              | 185T 184TB     | Alfa Romeo 890T 1,5 V8t                           | G    | Riccardo Patrese     | Ab   | Ab   | Ab   | Ab   | 10   | Ab   | 11    | 9   | Ab  | Ab  | Ab  | Ab  | Ab  | 9   | Ab  | Ab  | N/A | 0   | NC  |     |     |     |      |      |
| 1986 – 2018: Alfa Romeo nu a concurat în calitate de constructor. |                |                                                   |      |                      |      |      |      |      |      |      |       |     |     |     |     |     |     |     |     |     |     |     |     |     |     |     |      |      |
| Sezon                                                             | Șasiu          | Motor                                             | Pneu | Piloți               | 1    | 2    | 3    | 4    | 5    | 6    | 7     | 8   | 9   | 10  | 11  | 12  | 13  | 14  | 15  | 16  | 17  | 18  | 19  | 20  | 21  | 22  | Poz. | Pct. |
| 2019                                                              | C38            | Ferrari 064 1,6 V6t                               | P    |                      | AUS  | BHR  | CHN  | AZE  | ESP  | MCO  | CAN   | FRA | AUT | GBR | DEU | HUN | BEL | ITA | SGP | RUS | JPN | MEX | USA | BRA | ABU | N/A | 57   | 8    |
| 2019                                                              | C38            | Ferrari 064 1,6 V6t                               | P    | Antonio Giovinazzi   | 15   | 11   | 15   | 12   | 16   | 19   | 13    | 16  | 10  | Ab  | 13  | 18  | 18* | 9   | 10  | 15  | 14  | 14  | 14  | 5   | 16  | N/A | 57   | 8    |
| 2019                                                              | C38            | Ferrari 064 1,6 V6t                               | P    | Kimi Räikkönen       | 8    | 7    | 9    | 10   | 14   | 17   | 15    | 7   | 9   | 8   | 12  | 7   | 16  | 15  | Ab  | 13  | 12  | Ab  | 11  | 4   | 13  | N/A | 57   | 8    |
| 2020                                                              | C39            | Ferrari 065 1,6 V6t                               | P    |                      | AUT  | STI  | HUN  | GBR  | 70A  | ESP  | BEL   | ITA | TOS | RUS | EIF | PRT | EMR | TUR | BHR | SKR | ABU | N/A | 8   | 8   |     |     |      |      |
| 2020                                                              | C39            | Ferrari 065 1,6 V6t                               | P    | Antonio Giovinazzi   | 9    | 14   | 17   | 14   | 17   | 16   | Ab    | 16  | Ab  | 11  | 10  | 15  | 10  | Ab  | 16  | 13  | 16  | N/A | 8   | 8   |     |     |      |      |
| 2020                                                              | C39            | Ferrari 065 1,6 V6t                               | P    | Kimi Räikkönen       | Ab   | 11   | 16   | 17   | 15   | 14   | 12    | 13  | 9   | 14  | 12  | 11  | 9   | 15  | 15  | 14  | 12  | N/A | 8   | 8   |     |     |      |      |
| 2021                                                              | C41            | Ferrari 065/6 1,6 V6t                             | P    |                      | BHR  | EMR  | PRT  | ESP  | MCO  | AZE  | FRA   | STI | AUT | GBR | HUN | BEL | NLD | ITA | RUS | TUR | USA | CMX | SAP | QAT | SAU | ABU | 13   | 9    |
| 2021                                                              | C41            | Ferrari 065/6 1,6 V6t                             | P    | Antonio Giovinazzi   | 12   | 14   | 12   | 15   | 10   | 11   | 15    | 15  | 14  | 13  | 13  | 13  | 14  | 13  | 16  | 11  | 11  | 11  | 14  | 15  | 9   | Ab  | 13   | 9    |
| 2021                                                              | C41            | Ferrari 065/6 1,6 V6t                             | P    | Kimi Räikkönen       | 11   | 13   | Ab   | 12   | 11   | 10   | 17    | 11  | 15  | 15  | 10  | 18  | Ret |     | 8   | 12  | 13  | 8   | 12  | 14  | 15  | Ab  | 13   | 9    |
| 2021                                                              | C41            | Ferrari 065/6 1,6 V6t                             | P    | Robert Kubica        |      |      |      |      |      |      |       |     |     |     |     |     | 15  | 14  |     |     |     |     |     |     |     |     | 13   | 9    |
| 2022                                                              | C42            | Ferrari 066/7 1,6 V6t                             | P    |                      | BHR  | SAU  | AUS  | EMR  | MIA  | ESP  | MCO   | AZE | CAN | GBR | AUT | FRA | HUN | BEL | NLD | ITA | SGP | JPN | USA | CMX | SAP | ABU | 55   | 6    |
| 2022                                                              | C42            | Ferrari 066/7 1,6 V6t                             | P    | Valtteri Bottas      | 6    | Ab   | 8    | 75   | 7    | 6    | 10    | 11  | 7   | Ab  | 11  | 14  | Ab  | Ab  | Ab  | 13  | 11  | 15  | Ab  | 10  | 9   | 15  | 55   | 6    |
| 2022                                                              | C42            | Ferrari 066/7 1,6 V6t                             | P    | Zhou Guanyu          | 10   | 11   | 11   | 15   | Ab   | Ab   | 16    | Ab  | 8   | Ab  | 14  | 16  | 13  | 14  | 16  | 10  | Ab  | 16R | 13  | 13  | 13  | 12  | 55   | 6    |
| 2023                                                              | C43            | Ferrari 066/10 1,6 V6t                            | P    |                      | BHR  | SAU  | AUS  | AZE  | MIA  | MCO  | ESP   | CAN | AUT | GBR | HUN | BEL | NLD | ITA | SGP | JPN | QAT | USA | CMX | SAP | LVG | ABU | 16   | 9    |
| 2023                                                              | C43            | Ferrari 066/10 1,6 V6t                            | P    | Valtteri Bottas      | 8    | 18   | 11   | 18   | 13   | 11   | 19    | 10  | 15  | 12  | 12  | 12  | 15  | 10  | Ab  | Ab  | 8   | 12  | 15  | Ab  | 17  | 19  | 16   | 9    |
| 2023                                                              | C43            | Ferrari 066/10 1,6 V6t                            | P    | Zhou Guanyu          | 15   | 12   | 7    | 17   | 15   | 17   | 15    | 15  | 6Ab | 13  | 14  | 18  | 12  | 17  | 13  | 14  | 16  | 11  | 13  | 12  | 19* | 15  | 16   | 9    |
| Sursa:                                                            |                |                                                   |      |                      |      |      |      |      |      |      |       |     |     |     |     |     |     |     |     |     |     |     |     |     |     |     |      |      |

1. 1 2  Campionatul Mondial al Constructorilor nu exista înainte de 1958.

## Palmares ca furnizor de motoare
| Constructor  | Sezoane         | Victorii | Prima victorie         | Ultima victorie        | Pole-uri | Primul pole                         | Ultimul pole           |
| ------------ | --------------- | -------- | ---------------------- | ---------------------- | -------- | ----------------------------------- | ---------------------- |
| De Tomaso    | 1961            | 0        | –                      | –                      | 0        | –                                   | –                      |
| LDS          | 1962–1963, 1965 | 0        | –                      | –                      | 0        | –                                   | –                      |
| Alfa Special | 1963, 1965      | 0        | –                      | –                      | 0        | –                                   | –                      |
| Cooper       | 1962            | 0        | –                      | –                      | 0        | –                                   | –                      |
| McLaren      | 1970            | 0        | –                      | –                      | 0        | –                                   | –                      |
| March        | 1971            | 0        | –                      | –                      | 0        | –                                   | –                      |
| Brabham      | 1976–1979       | 2        | MP al Suediei din 1978 | MP al Italiei din 1978 | 3        | MP al Principatului Monaco din 1977 | MP al Franței din 1978 |
| Osella       | 1983–1987       | 0        | –                      | –                      | 0        | –                                   | –                      |
| Total        | 1961–1987       | 2        | MP al Suediei din 1978 | MP al Italiei din 1978 | 3        | MP al Principatului Monaco din 1977 | MP al Franței din 1978 |

- Exclude echipa de uzină